# Ilybius balkei
Ilybius balkei là một loài bọ cánh cứng trong họ Bọ nước. Loài này được Fery & Nilsson miêu tả khoa học năm 1993.